# Füzesabony–Putnok-vasútvonal

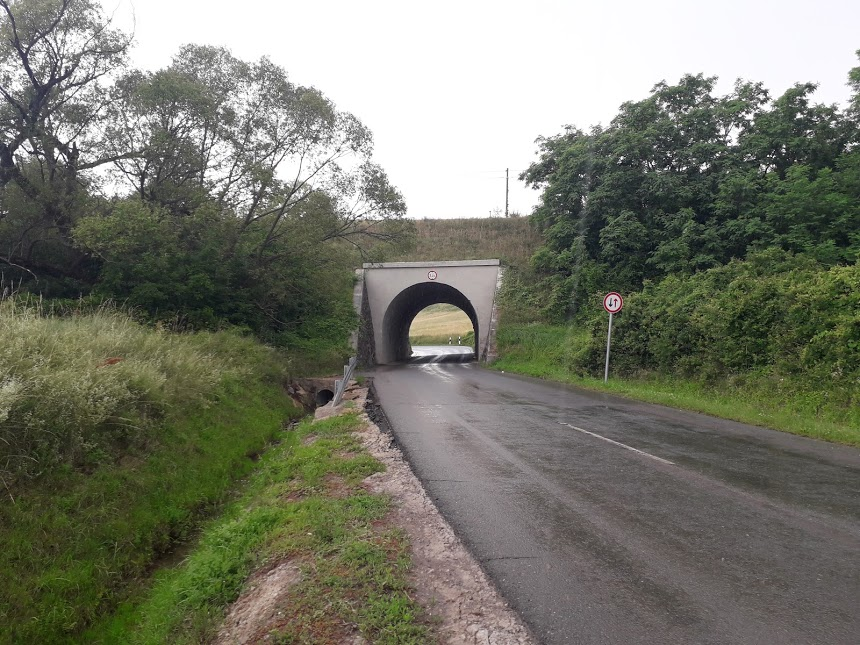
A szilvásváradi közúti aluljáró a 2508-as közúton

Füzesabony–Putnok-vasútvonal a MÁV Pályaműködtetési Zrt. 87-es számú magyarországi vasútvonala. A vasúti pálya Füzesabony és Eger-Felnémet között 25 kV 50 Hz-cel villamosított, teljes hosszában egy vágányú. 2009 óta a vonal felső, Szilvásvárad és Putnok közötti szakaszán nincs forgalom.

## Története
Az Egerig 16 km hosszú vasútvonalat a MÁV építette 1872-ben, 1872. november 3-án indult meg rajta a forgalom. 1975-ben villamosították, a felsővezetéket 1975. július 12-ével adták át. 1979-ben bezárt az egri fűtőház.
Egertől északra, a Bükk-vidék nyugati részét átszelő vasútvonal építését 1906-ban kezdte megszervezni Wessely Károly szilvásváradi erdőbirtokos és Serényi László gróf, putnoki nagybirtokos. A szép tájakon kanyargó vasutat 1908. november 12-én adták át a forgalomnak, és évtizedeken keresztül mint önálló helyiérdekű vasút működött. Építésekor belebontottak a egri vár Zárkándy-bástyájának maradványaiba. A vonalon három alagút épült: Szarvaskőnél felső alagút 157, az alsó 76 méter, a sátai Ladány-völgyi alagút 190 méter hosszú.
A vonal igazi jelentőségét a hozzá csatlakozó kisvasúthálózatok, a nagyvisnyói és a szilvásváradi keskenynyomtávú vasutak adták.
A Bélapátfalvi Cementgyár kiszolgálására iparvágányt építettek.
1947–1949 között felújították a pályát, hogy lehetővé tegyék a nagyobb tömegű tehervonatok közlekedését. Az addigi, HÉV-szabványú "i" síneket (23,6 kg/m) 24 méter hosszú "c" rendszerűekre (34,5 kg/m) cserélték, valamint lágyvasbetétes "B" jelű betonaljakat építettek be. Ezt a vonal mentén található szénbányák és az ország újjáépítésében kiemelt szerepet kapott Bélapátfalvi cementgyár szállítási igényeinek növekedése indokolta.
1967-ben a Szalajka-völgyi turistaforgalomra átalakított kisvasutat és az akkor még Felnémetnél kapcsolódó felsőtárkányi erdei vasutat kivéve a keskenynyomtávú vasutak megszűntek a vonal környékén.
1982-ben Bélapátfalva és Mónosbél között új, rövidebb nyomvonalra helyezték át a vonalat. Az átépítéssel megszűnt Mikófalva 1922-ben létesült vasúti kapcsolata. 1985-ben Eger-Felnémetig villamosították a vonalat. 1986-ban szűnt meg Eger-Tihamér vasútállomás. Ebben az időben merült fel a rossz elhelyezkedésű egri fejállomás személyforgalmának áthelyezése az Eger-Felnémeti állomásra. Azonban ez terv szintjén maradt.
A rendszerváltást követően bezárták a régió két legjelentősebb üzemét, a királdi szénbányát és a Bélapátfalvi Cementgyárat. Ez a vasút forgalmára is kihatott, a teherforgalom a korábbi töredékére csökkent. A vonalon jelenleg egy iparvágány üzemel, a villamosított Eger-Felnémet állomástól az OMYA kőbányájába naponta többször is megy kiszolgálómenet. Szórványosan Bélapátfalvának és Szilvásváradnak is van teherforgalma, főleg faárut adnak fel.
1994-ben megszűntek a közvetlen Eger–Putnok-járatok. Ezután Szilvásváradon át kellett szállni a csatlakozó személyvonatra.
2006 júniusában tervek születtek 28 vasúti mellékvonal bezárásáról, melyben a Szilvásvárad–Putnok szakasz is benne volt. Ez a terv nem valósult meg – 28-ból 14 vonal forgalma szűnt meg –, de egy évvel később új tervek születtek 38 mellékvonal bezárásáról. A 38-as lista idővel 12 vonalra szűkült (ebben továbbra is benne volt a Szilvásvárad–Putnok szakasz), amelyeket 2008. március 1-jei, majd május 31-ei dátummal terveztek bezárni. Ez a vonalbezárás sem valósult meg. 2008. május 27-étől viszont 10 km/h-s lassújelet vezettek be Kiskapud és Putnok között 8 km hosszan, amellyel a vonatok menetideje jelentősen hosszabbodott, a csatlakozások elvesztek. 2008. szeptember 27-étől megszüntették a sebességkorlátozást, így visszaállt a régi menetrend és a menetidő, és ismét voltak csatlakozások.
2009. december 12-én a vonal felső, Szilvásvárad–Putnok szakaszán megszűnt a személyforgalom. A pálya 2010 júniusában földcsuszamlásban megrongálódott, emiatt a mai napig járhatatlan. A Nemzeti Fejlesztési Minisztérium ígéretet tett a vonal helyreállítására és a személyforgalom újraindítására. A személyszállítás a 2010/2011-es tanév kezdetére a korábbi ígéretek ellenére nem indult el. 2010 szeptemberében ugyan elkezdték a pálya helyreállítását, azonban egy újabb ladány-völgyi földcsuszamlás után felhagytak vele, mivel túl költséges lett volna a sátai szakasz mozgó töltésének stabilizálása. Azóta a vonalnak ezt a részét visszahódította a természet. A bozótban vastag fák nőttek a vágánytengelyre.

## Pálya, műtárgyak
Az Egri-Bükkalján, az Eger és Füzesabony között sík terepen haladó villamosított pályán az hézagmentesre hegesztett 54 kg/fm síneket többnyire LM jelű betonaljak[forrás?] támasztják alá.
A Bükk-vidék vadregényes tájain haladó vasútvonal jellegzetesem hegyvidéki vonalvezetésű, a szűk ívekkel tűzdelt, kanyargós pálya számos műtárgyon (főleg hidakon) és közúti aluljárók felett halad át. Eger és Bélapátfalva között nagyjából kielégítőnek tekinthető a vasúti pálya állapota. Felépítményként 48 kg/fm és nyomokban 54 kg/fm tömegű, hevederekkel egymáshoz illesztett[forrás?] sínszálak feküdnek az LM és néhol TU jelű[forrás?] betonaljakon. Bélapátfalvától északra kezd el romlani a pálya állapota: itt a Faaljakra rögzített 48 kg/fm, majd 34 kg/fm tömegű c sínes szakaszokat H csavaros betonaljakkal erősítették meg.[forrás?]
(A járhatatlansága miatt forgalomból kizárt Szilvásvárad-Putnok szakasz Királdig 48 kg/fm, a Nagyvisnyó előtti egyenes szakaszon pedig 54 kg/fm tömegű[forrás?] sínszálakat tartalmaz, amelyek jellemzően talpfa-talpfa-LM betonalj kiosztású felépítményre[forrás?] támaszkodnak. A Sáta és Kiskapud közötti Ladányvölgyi-alagútban c sínes talpfás felépítmény bújik meg,[forrás?] a Sajó folyó völgyére ereszkedő Királd - Putnok szakaszon pedig c sínes betonaljas felépítményt találunk az 1947-1949 közötti felújítás idejéből.)

### Engedélyezett sebesség
Eger-Füzesabony között villamosított szakaszon 100 km/h azengedélyezett pályasebesség. Egertől északra a használatban maradt szakaszon engedélyezett sebesség: motorkocsiknak 60 km/h, mozdonyos vonatok számára 40 km/h. Bélapátfalva és Szilvásvárad között előfordulnak 20-30 km/h lassújelek.[forrás?]

## Forgalom
A vonalon órás ütemes menetrend van érvényben, felváltva Eger–Füzesabony személyvonatok és a 2020. októberében bevezetett, a korábbi gyors és sebesvonatokkal ellentétben gyorsvonati pótjegy nélkül igénybevehető Eger-Budapest viszonylatú Agria InterRégió vonatok közlekednek. A Budapest-Keletiből induló InterRégió vonatok Eger és Füzesabony között csak Maklár vasútállomáson állnak meg, kivételt képez ez alól a Budapest-Keleti pályaudvarról 19.00-kor induló InterRégió vonat, mely Eger és Füzesabony között mindenhol megáll. Ezenkívül 2023. augusztus 28-tól kétóránként újra közlekednek közvetlen InterRégió vonatok Debrecen és Eger között.

### Utasforgalom
A Füzesabony–Eger-vasútvonalat igénybe vevő utasok számát az alábbi táblázat tartalmazza, nem számítva a jogszabály alapján díjmentesen utazókat (65 év felettiek, 6 év alattiak, határon túli magyarok, díjmentesen utazó diákcsoportok).
| Év   | Utasszám | Változás |
| ---- | -------- | -------- |
| 2018 | 685 604  |          |

Az Eger–Szilvásvárad-szakaszt igénybe vevő utasok számát az alábbi táblázat tartalmazza, nem számítva a jogszabály alapján díjmentesen utazókat (65 év felettiek, 6 év alattiak, határon túli magyarok, díjmentesen utazó diákcsoportok). A turisztikai szempontból előnyös elhelyezkedése (az Egri vár és a történelmi belváros közelsége) miatt Egervár megállóhelyre rendszeresen érkeznek különvonatok az ország számos városából. (Ezen menetek szerelvényei a visszaindulást Eger-Felnémet állomáson várják meg.)
| Év   | Utasszám | Változás |
| ---- | -------- | -------- |
| 2018 | 27 000   |          |

### Járművek
A Füzesabony-Eger vonatokat Stadler Flirt, az Agria InterRégió vonatokat Stadler Flirt és Stadler Kiss motorvonatok továbbítják, míg a Debrecen és Eger közötti InterRégió vonatokon Uzsgyi motorvonatok közlekednek.

## Képgaléria

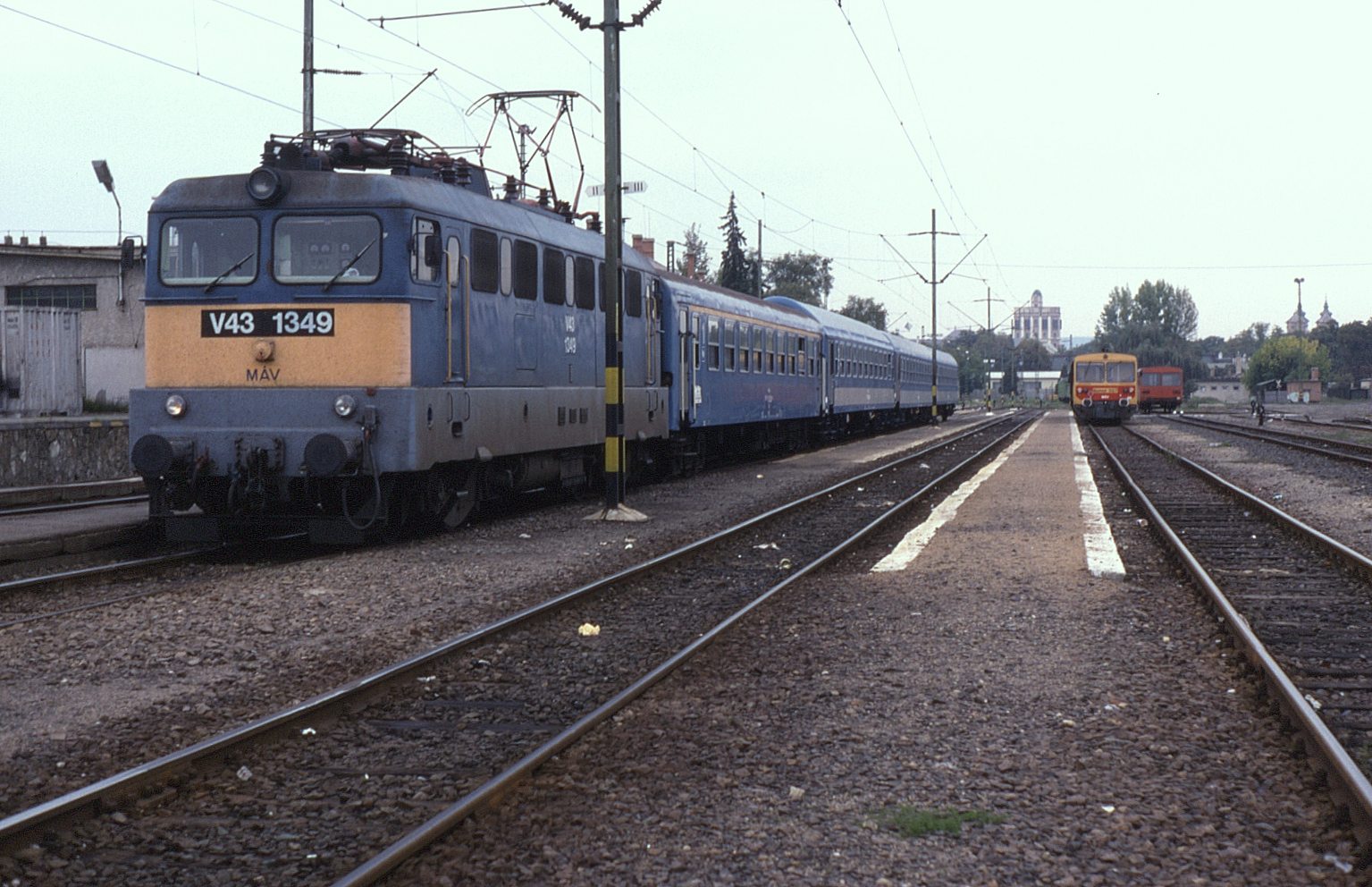
Gyorsvonat Egerben 1996-ban
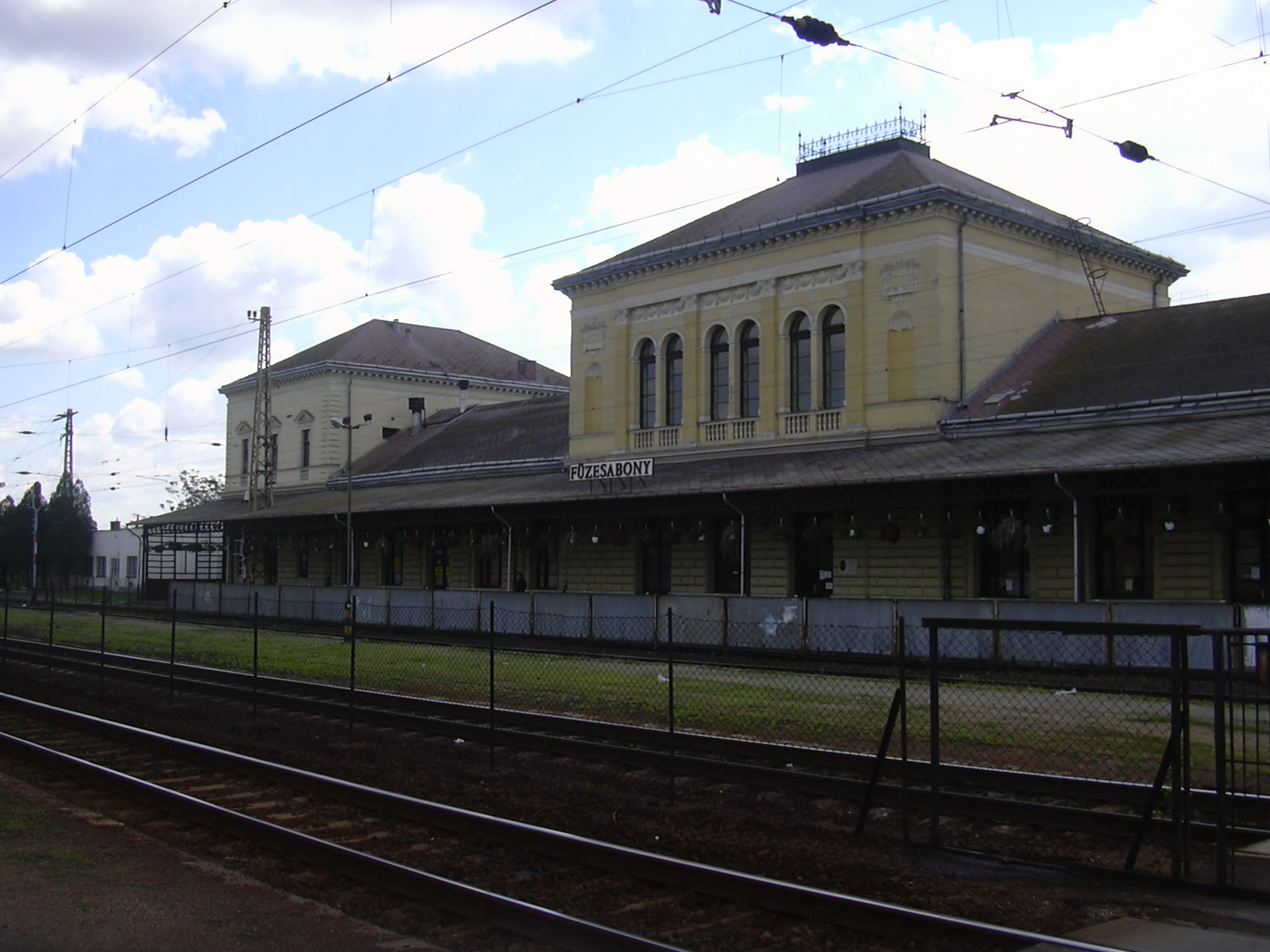
Füzesabony vasútállomását Pfaff Ferenc tervezte
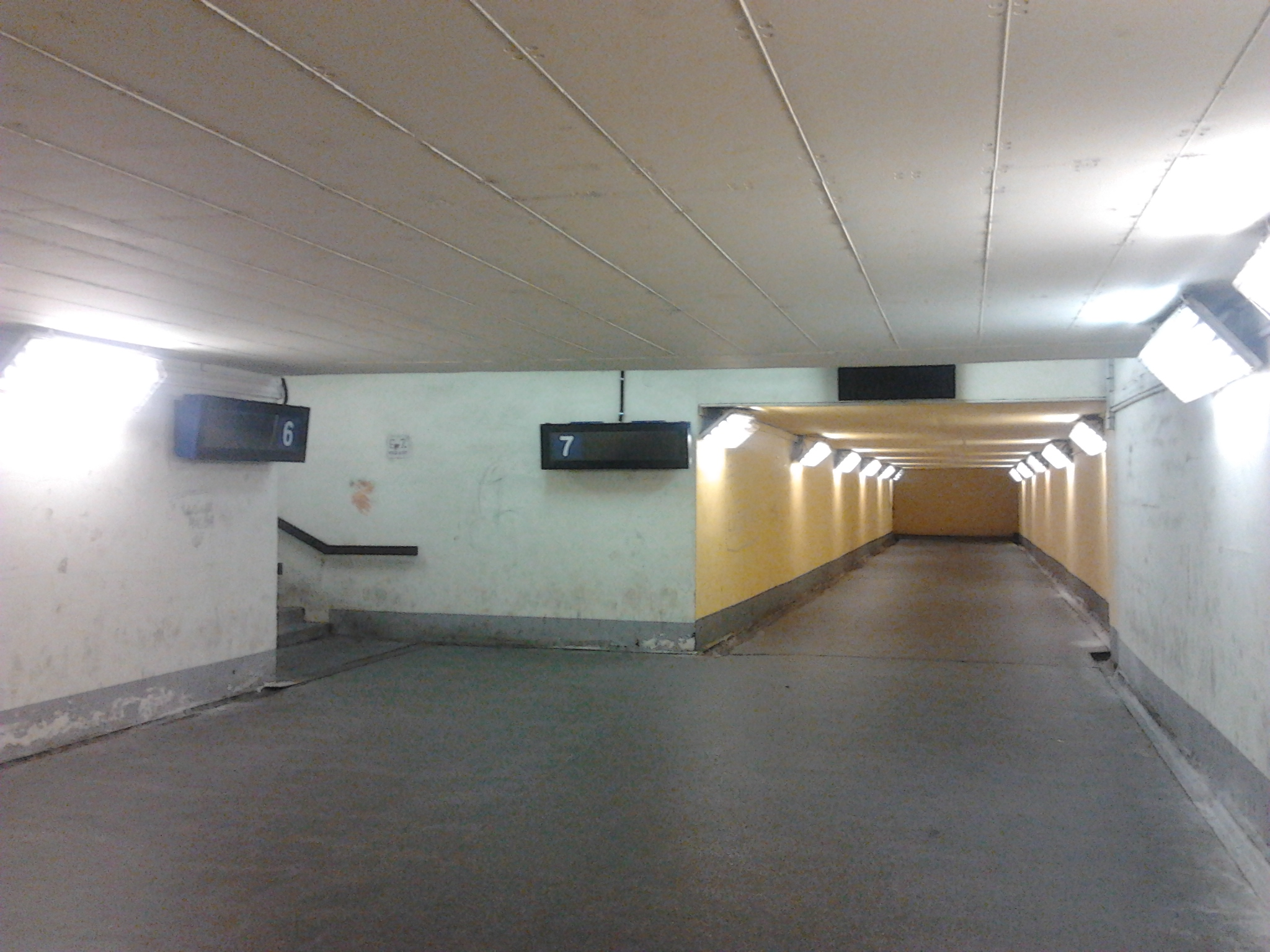
A füzesabonyi vasúti aluljáró új utastájékoztató rendszere 2015-ben
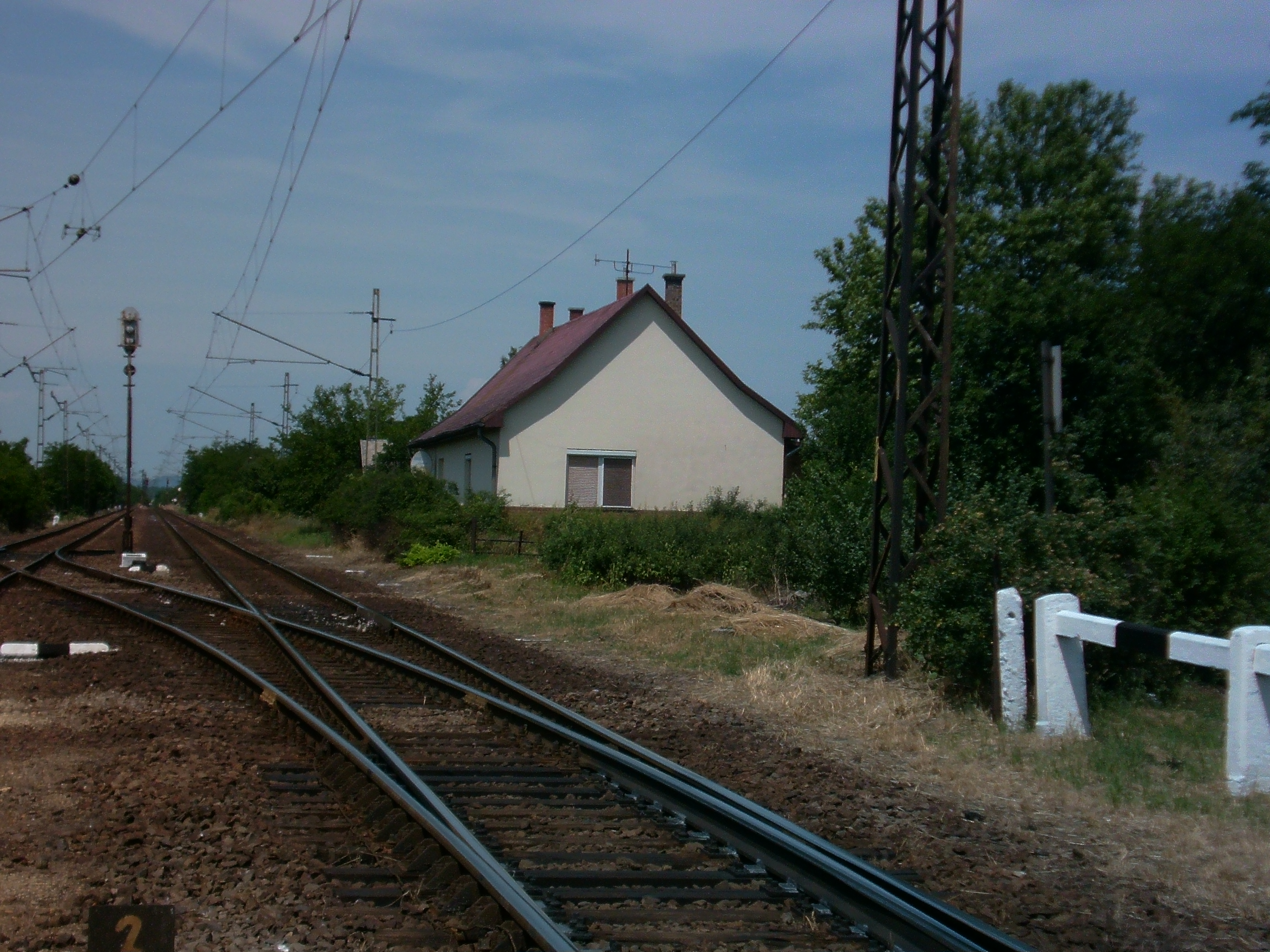
Maklár korábbi állomásépülete
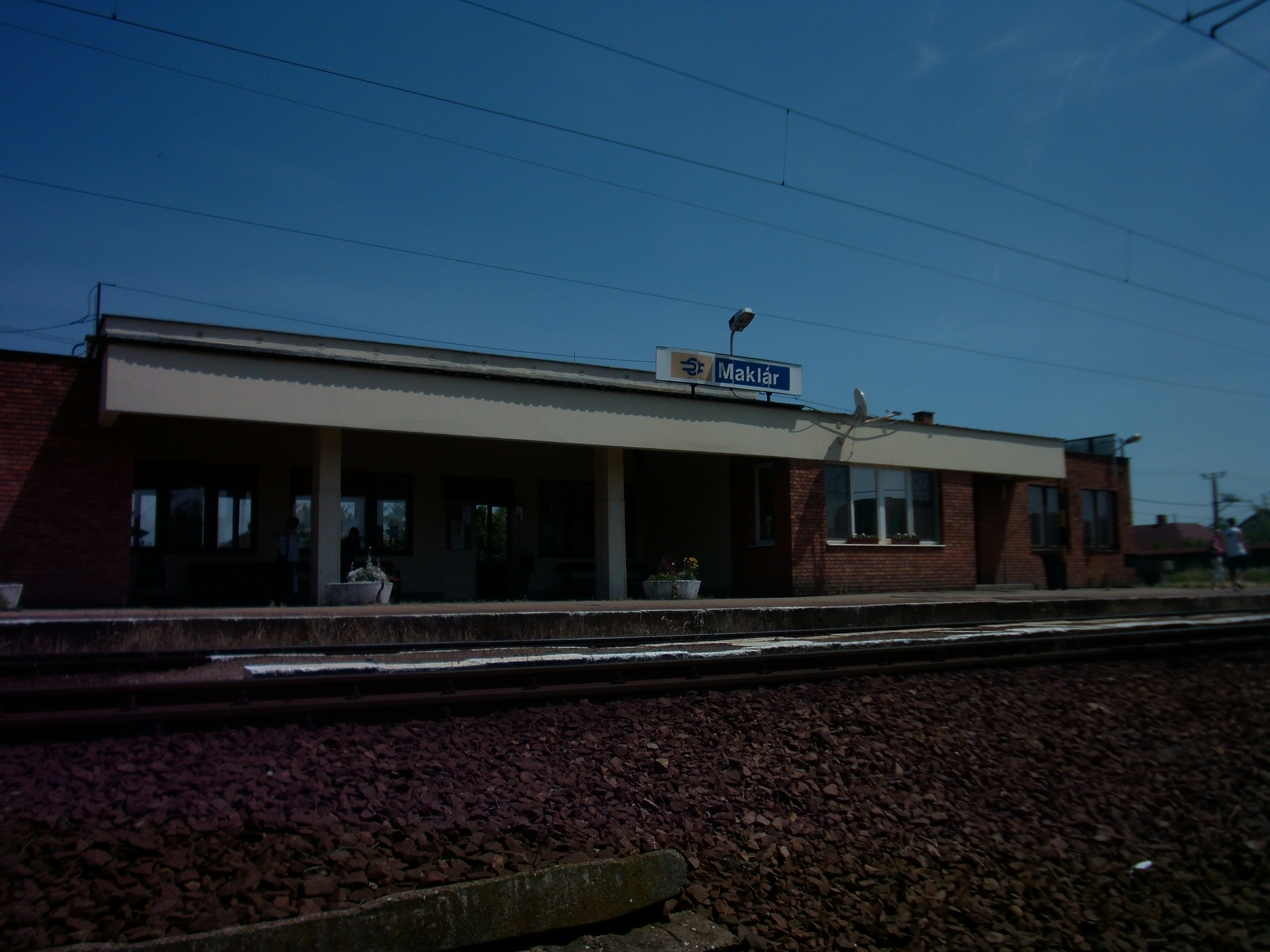
Maklár
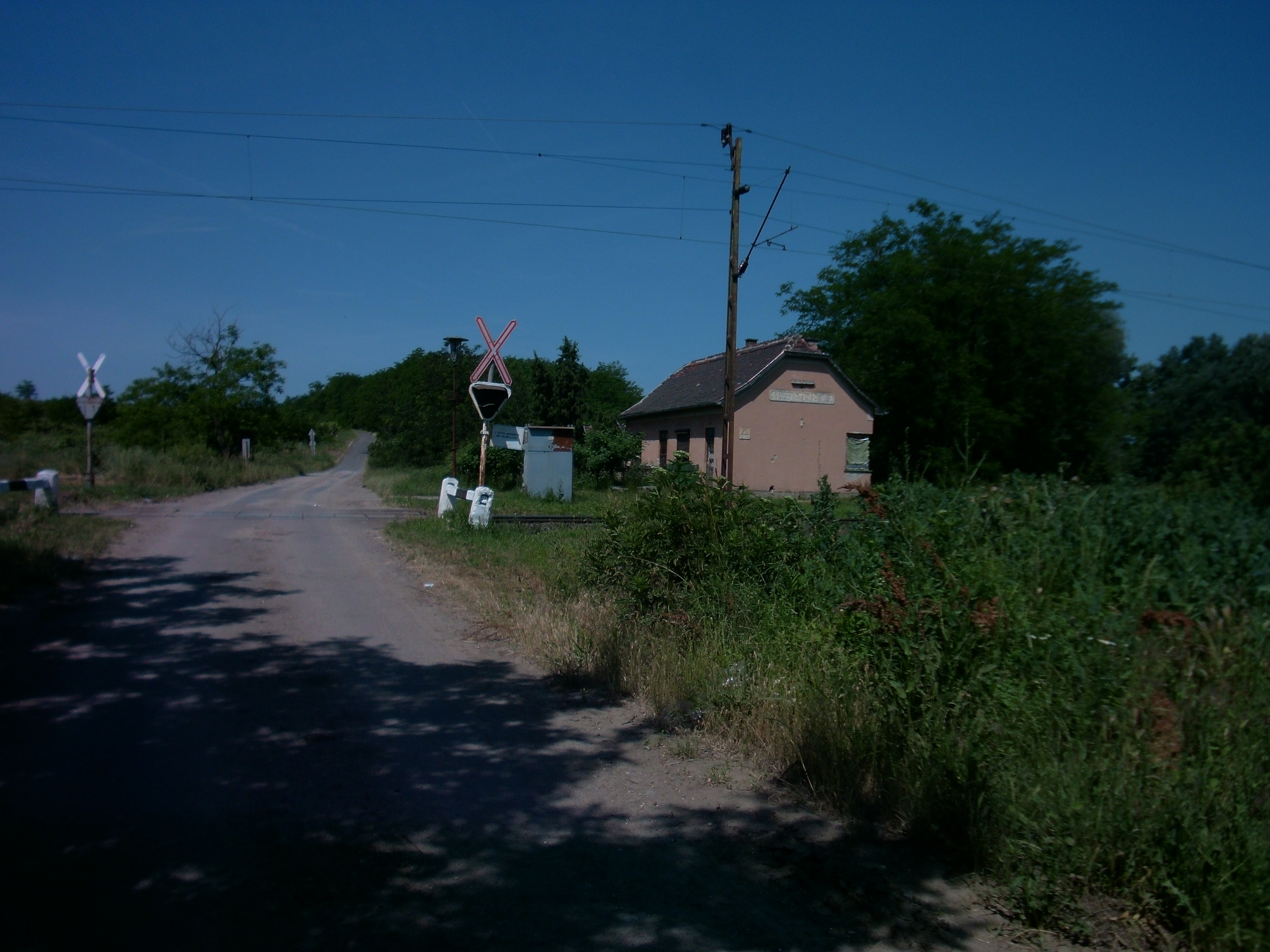
Andornaktálya alsó
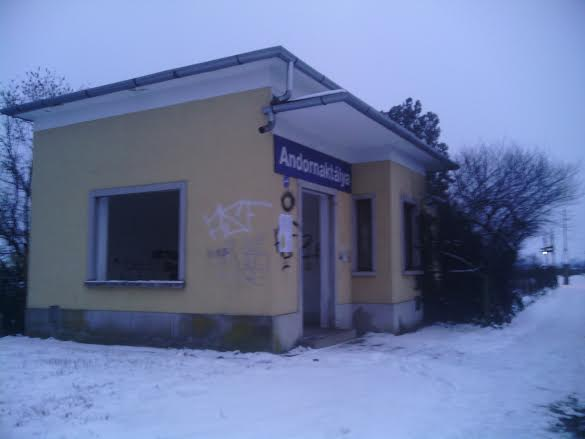
Andornaktálya
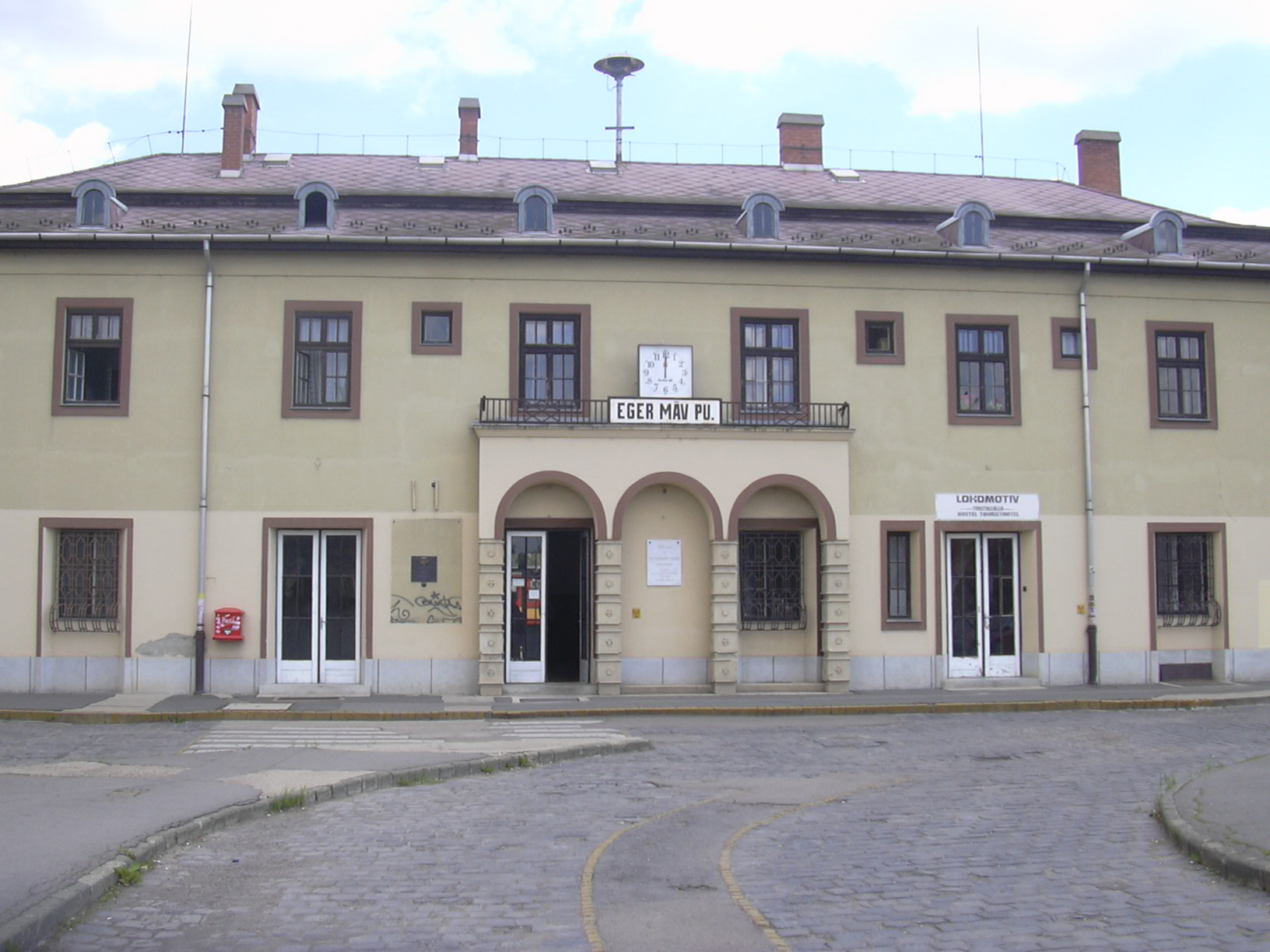
Az egri vasútállomás épületének homlokzata
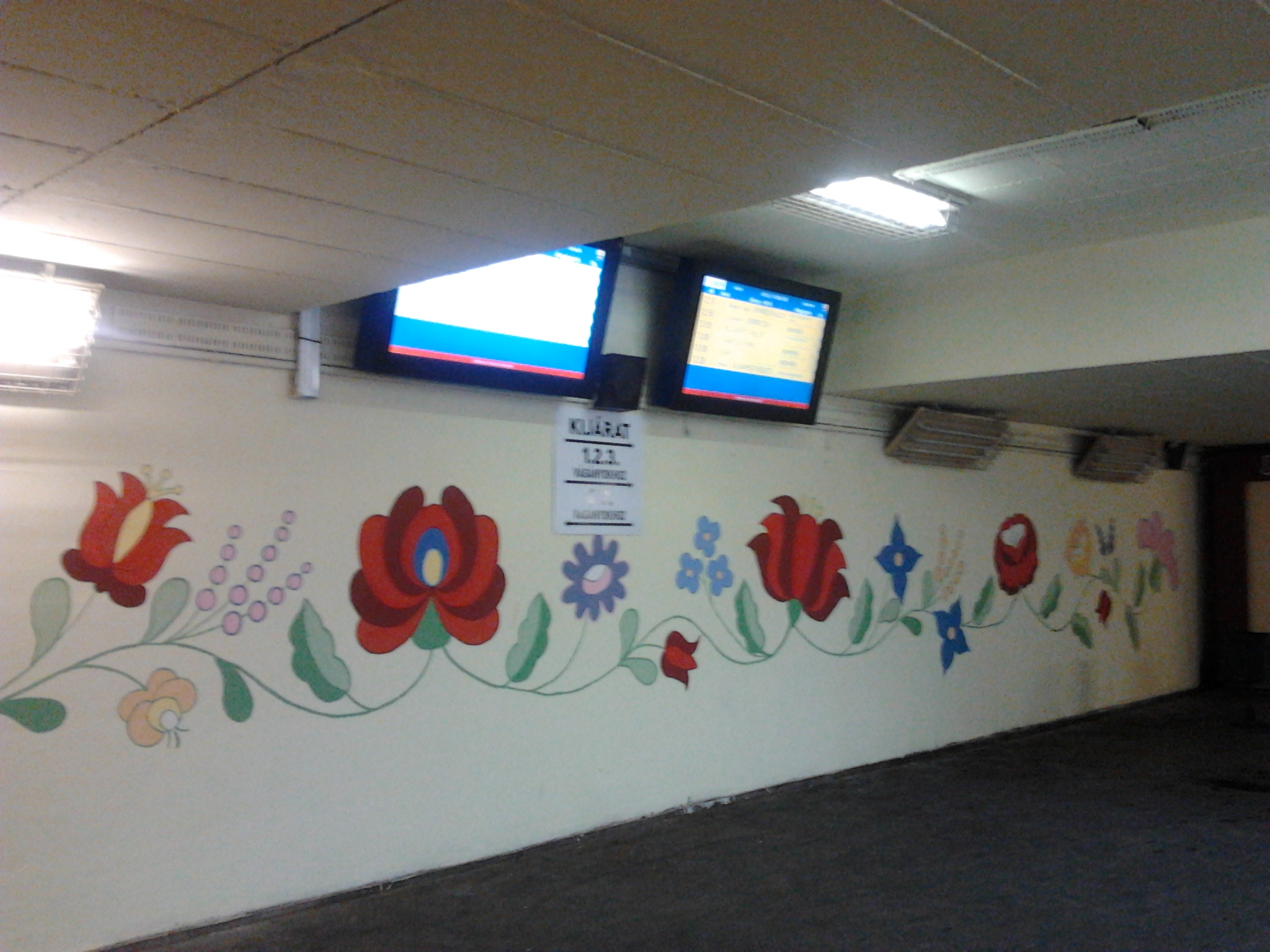
A füzesabonyi vasúti aluljáró díszített fala 2017-ben